# Rzemiosło artystyczne

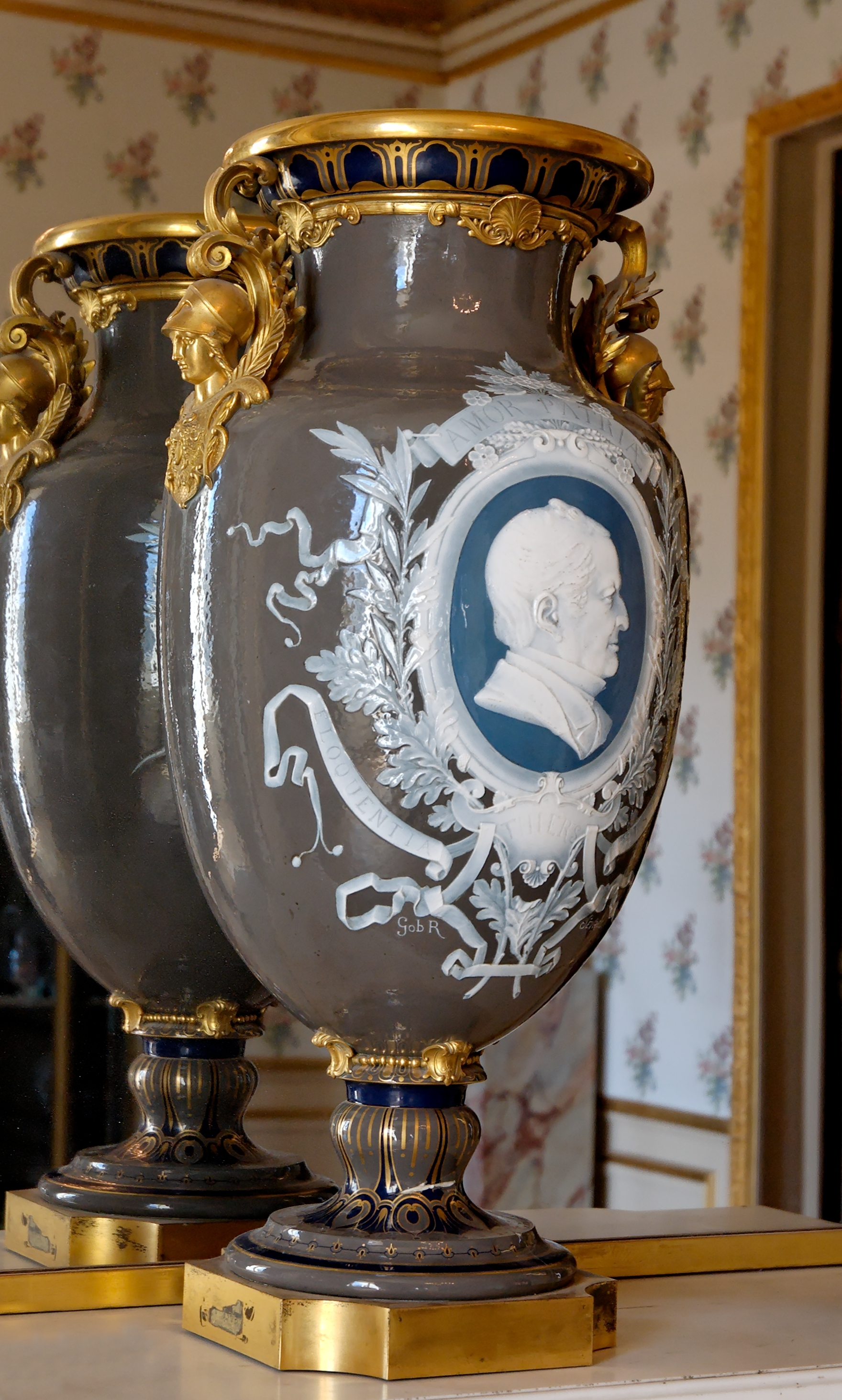
Porcelana sewrska

Rzemiosło artystyczne – czasem zamienne z określeniem sztuka użytkowa – dziedzina sztuki zajmująca się wytwarzaniem przedmiotów użytkowych o wysokich walorach estetycznych. Głównie dotyczy to takich wyrobów, jak meble, okucia, złotnictwo, tkanina, ceramika.
Z samej nazwy wynika, że są to przedmioty wykonane w warsztatach rzemieślniczych. Dotyczy to także snycerki i intarsji (stolarstwo artystyczne), kowalstwa artystycznego, konwisarstwa, kotlarstwa, jubilerstwa i emalierstwa, płatnerstwa i mieczownictwa, rusznikarstwa, zegarmistrzostwa, introligatorstwa, witrażownictwa, fajkarstwa, powoźnictwa i wielu innych.
Jednak od średniowiecza tkaniny wykonywane były w manufakturach (Włochy, Flandria, Francja), szkła w hutach szklanych, później także fajanse i porcelana w dużych wytwórniach specjalistycznych, które niekoniecznie mogą być uznane za warsztat rzemieślniczy.
Artystyczne przedmioty użytkowe, szczególnie od XIX wieku, wykonuje się również w zakładach przemysłowych, we fabrykach, czasem zwane „przemysłem artystycznym” (początkowo tak właśnie nazywano wyroby rzemiosła artystycznego). W ciągu XX wieku rozwinęła się także twórczość artystyczna zwana unikatową, uprawiana w pracowniach artystów. W tym też czasie zaistniała sztuka projektowania takich przedmiotów dla przemysłu, zwana wzornictwem artystycznym lub - zgodnie z obecną potoczną nomenklaturą - dizajnem (od ang. design).